# 24비트 컴퓨팅
컴퓨터 구조에서 24비트 정수, 메모리 주소, 다른 데이터 장치들은 24 비트 너비의 영역을 갖는다. 또, 24비트 CPU, ALU 구조는 이러한 크기의 레지스터, 주소 버스, 데이터 버스에 기반을 두고 있다.
1964년에 발표한 IBM 시스템/360은 24비트 어드레싱에 32비트 일반 레지스터와 산술 기능을 갖춘 매우 유명한 컴퓨터 시스템이었다. 1980년대 초에 24비트 어드레싱과 16비트 일반 레지스터 및 산술 기능을 사용한 인텔 80286 프로세서를 갖춘 IBM PC/AT와 24비트 어드레싱에 32비트 레지스터를 사용한 모토로라 68000 프로세서를 갖춘 애플 매킨토시 128k를 비롯하여 최초의 개인용 컴퓨터가 등장하게 되었다.